# 科雷多雷斯縣

科雷多雷斯縣在蓬塔雷納斯省的位置

科雷多雷斯縣（西班牙語：Cantón de Corredores），是哥斯達黎加蓬塔雷納斯省的縣份，位於該國西部，首府設於尼爾城，始建於1973年10月19日，面積620.6平方公里，2011年人口41,831人，人口密度每平方公里67.4人。